# Lyctus asiaticus
Lyctus asiaticus is een keversoort uit de familie boorkevers (Bostrichidae). De wetenschappelijke naam van de soort is voor het eerst geldig gepubliceerd in 1976 door lablokoff-Khnzorian.